# Мелимука Юрій Миколайович
Юрій Миколайович Мелимука (нар. 19 травня 1932, село Остальці, Польща, нині Тернопільського району Тернопільської області) — український радянський партійний діяч, 2-й секретар Тернопільського обкому КПУ. Депутат Верховної Ради УРСР 8—10-го скликань.

## Життєпис
Народився в селянській родині.
У 1948—1952 роках — завідувач відділу Струсівського районного комітету ЛКСМУ Тернопільської області, 2-й секретар Бучацького районного комітету ЛКСМУ Тернопільської області.
Член ВКП(б) з 1951 року.
У 1952 році — директор семирічної школи в Тернопільській області.
У 1952—1954 роках — служба в Радянській армії.
У 1954—1955 роках — інструктор, штатний пропагандист Бучацького районного комітету КПУ Тернопільської області.
У 1955—1960 роках — 1-й секретар Бучацького районного комітету ЛКСМУ Тернопільської області, заступник завідувача відділу Тернопільського обласного комітету ЛКСМУ.
У 1960 — грудні 1962 року — 2-й, 1-й секретар Копичинського районного комітету КПУ Тернопільської області.
У 1962 році закінчив заочно Івано-Франківський педагогічний інститут (нині Прикарпатський національний університет імені Василя Стефаника).
У грудні 1962—1965 року — заступник секретаря партійного комітету Чортківського виробничого колгоспно-радгоспного управління Тернопільської області.
У 1965—1971 роках — 2-й секретар Гусятинського районного комітету КПУ Тернопільської області, 1-й секретар Підволочиського районного комітету КПУ Тернопільської області.
У травні 1971—1983 роках — 2-й секретар Тернопільського обласного комітету КПУ.
Закінчив заочно Академію суспільних наук при ЦК КПРС.
У 1983—1998 роках — директор Вінницького насіннєвого заводу.
Потім — на пенсії в місті Вінниці.

## Нагороди
- орден Леніна
- орден Трудового Червоного Прапора
- ордени
- медалі
- Почесна грамота Президії Верховної Ради Української РСР